# Anca Juli
Anca Juli o Ancajuli es una  pequeña localidad de la provincia de Tucumán en el departamento de Tafí Viejo, Argentina.
Se encuentra ubicada a 60 km al noroeste de la ciudad de San Miguel de Tucumán

## Toponimia
Se atribuye una etimología cacana con el significado Lugar donde nacen las águilas.

## Geografía
Está rodeada de altas montañas de hasta 5000 m en las vertientes orientales de las Cumbres Calchaquíes; la pequeña localidad se caracteriza por su caudaloso río (se puede pescar truchas) y variada fauna que merodea por el río.
La localidad no tenía acceso en automóviles, hasta que en julio de 2015 se construyó el primero.